# Кострома, Алексей
Алексей Кострома (настоящее имя - Алексей Николаевич Семёнов, род. 17 января 1962, Кострома, СССР) — российский художник, теоретик и исследователь.

## Биография
Родился 17 января 1962 года в Костроме. В 1975 переезжает в Ленинград для учёбы в Ленинградской средней художественной школе им. Б.Иогансона. В 1989 году окончил Институт им. И. Е. Репина (факультет живописи проф. Е. Е. Моисеенко), Ленинград, в этом же году вступил в Союз художников России.
В 1990-м году, 9 марта — рождение сыновей Алексея и Петра Семеновых.
В 2003 году переезжает в Берлин на постоянное место жительства, где вскоре становится членом Союза художников Германии (2005), активно выставляется в Европе и России.
В 2009 году совместно с женой Екатериной Кондраниной основывает в Берлине творческий союз STUDIO KOSTROMA.

## Творчество
В 1991 году организует группу «ТУТ-И-ТАМ» (совместно c Надеждой Букреевой), которая проводит акции, выставки и перформансы в Санкт-Петербурге и Германии. Один из наиболее значимых проектов «INVENTORY/ Инвентаризация», в рамках которой производится нумерация природных объектов, среди которых, скорлупа, камни, капли дождя, листья, обугленное дерево; а также разрушенных памятников культуры.
С начала 1990-х годов формирует свое художественное мировоззрение «ОРГАНИЧЕСКИЙ ПУТЬ», основная идея которого - исследование взаимосвязи природных и социальных закономерностей.
В 1992 году впервые употребил термин «Органика» применительно к искусству и дал ему определение в своем тексте «Органический путь. Творческий путь художника-органика»: «Органика — понятие, философское мышление, новый принцип познания основ природного начала». (рукопись 7 страниц, 24.02. – 10.03.1992, Санкт-Петербург).
С 1992 года пишет теоретические и исследовательские работы «Органика», «Органическое мировоззрение», «Органическая идеология» и «Органический путь», где дает следующие определения:
ОРГАНИКА/ ORGANICA — современный краткий термин для обозначения «Органического направления», берущего свое начало в искусстве русского авангарда и русской философской мысли конца 19 — начала 20 веков. Это направление основано на познавательном подходе в исследовании закономерностей, происходящих в окружающем мире и в восприятии мира и человека, как единого органического целого. Фундамент органики базируется на органическом мировоззрении, которое предполагает глубокое изучение наблюдаемых событий и явлений, формирующих понимание внутренних взаимосвязей и закономерностей в развитии социальных, природных и вселенских процессов.
В 2021-м году художник дает краткое определение: "ОРГАНИКА / ORGANICA - это направление в искусстве, основанное на натур-философской концепции, имеющей мировоззренческий характер и предполагающей когнитивный подход к изучению и пониманию мира, как единого органического целого." (Black Book #25, 12.10.2021, p. 7, Berlin).
ОРГАНИЧЕСКОЕ МИРОВОЗЗРЕНИЕ / ORGANIC WORLDVIEW — целью oрганического мировоззрения является распространение и популяризация совокупности системно-упорядоченных знаний, базирующихся на концепции «познаваемой реальности», определяющей и формирующей целостное миропонимание. 
Лишь познанная реальность, то есть все явления и все события, отраженные в сознании, обретает смысл. Процесс познания накопленных смыслов есть бесконечный, органический, внутренне-присущий путь познания.
ОРГАНИЧЕСКИЙ ПУТЬ — ПУТЬ ПОЗНАНИЯ ЕДИНСТВА СМЫСЛОВ / ORGANIC WAY IS A WAY OF KNOWING THE UNITY OF MEANINGS (Gross Buch III, 13.12.2016, Berlin). Органический путь — процесс изучения и познания цепочки взаимоотношений всех событий и всех явлений, связанных в единую систему, представляющую собой отлаженное функционирующее единое целое.
Понятие Органического пути напрямую связано с пониманием работы нашего сознания. Известно, что существует большая разница между тем, как мы представляем себе реальность и какова реальность на самом деле. С момента рождения человек вступает на путь познания окружающего мира. В процессе наблюдения за каждым событием и явлением, происходящим в его жизни, возникает потребность в их осмыслении. Сумма связанных между собой накопленных смыслов создает представление о единой целостной картине мира. Так, в сознании формируется образ реально существующего пространства. Все, что не имеет смысла, не сохраняется в нашем сознании и следовательно не существует, поэтому мы этого не замечаем, не ощущаем, не видим, не слышим, не чувствуем, и, в итоге, не знаем.
Означает ли это, что видимый мир представляется нам лишь в том образе, в котором мы способны его познать и осмыслить. В таком случае, возникает вопрос — существует ли вообще что-либо за пределами нашего сознания, и, что происходит за границей наблюдаемого мира?
Основной вопрос Органического мировоззрения — существует ли то, что невозможно познать? MAIN QUESTION CONCERNING ORGANIC IDEOLOGY: IS THERE SOMETHING WE CAN NOT PERCEIVE? (Black Book #7, 27.12.2016, p. 55, Berlin).
Сегодня, как никогда, необходима совершенно новая мировоззренческая концепция, объединяющая и связывающая в единую логическую цепочку все разрозненные события, окружающие нас. Необходима новая система мышления для понимания механизмов функционирования единства и однородности сложнейшего процесса, внутри которого мы находимся, и частью которого являемся."
В своём творчестве художник исследует взаимодействие природы и человека, проводит параллели между важнейшими процессами сосуществования индивидуума и социума. Формируются основные знаки: белое перо, скорлупа, жёлтый лимонный пигмент, цифры.
В это же время Кострома создаёт серию саморазрушающихся водных инсталляций, активно начинает работать со скорлупой, развивает идеи «интроспективных действий» и «оперения». Белое перо — материал почти всех объектов, инсталляций и акций 1990-х годов.
В 1994 году проходит ряд широкомасштабных акций «Оперение Имен и Символов»: «Оперение Медного всадника» (макет), «Оперение пушки» в Петропавловской крепости, «Оперение шхуны Петр I» и др. На выставке в Музее истории Санкт-Петербурга (1994) Кострома представил оперённые хрестоматийные произведения мирового искусства: «Мона Лиза» Леонардо да Винчи, «Черный квадрат» Казимира Малевича, «Фонтан» Марселя Дюшана, «Soup Campbell» Энди Уорхола, «Стул» И.Кошута, «Туалет» Ильи Кабакова и др.
В рамках философско-художественной концепции «Органический путь», Кострома проводит исследования и пишет теоретические работы. В проекте «Взгляд на солнце», наблюдает за солнцем, изучает развитие цвета, отражающегося на сетчатке глаза, и разрабатывает теорию «Развитие цвета по спирали» (с 1997 по настоящее время); изучает физические закономерности концентрации и падения капель дождя (проект «Инвентаризация Жёлтого дождя», 1998). Эти проекты создаются в сотрудничестве с научными институциями Российской Академии Наук.
В 2000-м году американский журнал «SCULPTURE» впервые опубликовал мировоззренческую концепцию Костромы в статье «Organic Ideology».
С начала 2000-х гг. Кострома развивает концепт ФИГУРАТИВНО-ЦИФРОВАЯ ЖИВОПИСЬ / FIGURATIVE-NUMERICAL PAINTING (FNP System): новая система живописи, создаваемая цветными цифрами.
Ежедневно ведет записи (идеи, эскизы, теория) в дневниках BLACK BOOKS.
Пишутся теоретические работы «Corcscrew Theory. Color and Time»; «Napkin Theory. Expansion of the Universe»; «Time-Money-Figures Social System»; «Malevich and Matyushin: Two Visionaries of the Russian Avant-Garde of the 20th Century». Создается следующие новые серии: NANO; CODES; BILLS & DEBTS; CRACK PAINTING; TOP MODELS. Центральное место в творчестве художника занимает большеформатная живопись из серии «BLOT PAINTING».
С 2017 года активно продолжает свой долгосрочный проект «POWER OF THE POINT», начало которому было положено в 1988 году в Ленинграде (Санкт-Петербург). Создает серию минималистических живописных работ с чёрной точкой. В отличие от «Точки Кандинского», которая является элементом композиции, как форма, расположенная на плоскости (Kandinsky. Punkt und Linie zu Fläche, Band 9, Bauhaus-Bücher, 1926), «Точка Костромы» имеет мировоззренческое понятие. В 2017-м году художник дает окончательное определение точки: ТОЧКА - ЭТО КОНЕЦ И НАЧАЛО ВСЕГО / THE POINT IS THE END AND BEGINNING OF EVERYTHING (Black Book #9, 09.09.2017, p. 32, Berlin). Точка, как причина возникновения всех событий и всех явлений, происходящих вокруг нас и внутри нас, является основополагающим фундаментальным знаком Органики (Black Book #25, 18.01.2022, p.19, Berlin).
Наиболее известными и зрелищными проектами Костромы стали «Цифровая Башня» (СПб, 1994), «Оперение кошелька» (Badischer Kunstverein, Карлсруэ,1996); «Органический путь. Спираль пингвинов» (Музей Людвига в ГРМ, СПб, 1999); «Жизнь длиной 2000 метров. Волосяная хроника» (Музей артиллерии СПб, 2001); «Feathered Aggression» (Bass Museum of Art, Miami Beach, USA, 2008); «Feathered Chaos» (Berlin, 2010); «TIME OF PIGGY» (Berlin, 2016). В Москве повышенное внимание публики вызвала работа UNO на выставке «Фантомные монументы» в Центре современной культуры «Гараж» (Москва, 2011). Светящийся шар (диаметром 5 метров), поверхность которого состояла из белых пластиковых пакетов, стал визуальной доминантой экспозиции. Проект был номинирован на Премию Кандинского (номинация «Проект года», 2011)
Работы Алексея Костромы находятся в коллекциях: Государственного Эрмитажа, Stedelijik Museum (Амстердам), Государственного Русского музея, Государственного музея истории Санкт-Петербурга, Мультимедиа Арт Музея, Москва, Государственной Третьяковской Галереи, Москва, Музея Органической культуры, Коломна, а также в частных коллекциях в России, Германии, Голландии, Бельгии, Великобритании, Франции и США.

## Персональные выставки
2016
- TIME OF PIGGY, 401contemporary, Берлин

2014
- NO CASH NO FLASH. NK Gallery, Антверпен, Бельгия
- ANTICIPATION. Kuenstlerhaus Bethanien, Берлин

2013
- No Pain No Brain. LSD Galerie, Берлин
- Алексей Кострома. Невидимый мир. Роснано, Москва

2012
- Невидимый мир. Pechersky Gallery, Москва
- Алексей Кострома. Selected Works. NK Gallery, Антверпен, Бельгия
- Оперенный дневник. Schleswig-Holstein-Haus, FilmKunstFest, Шверин, Германия
- Чёрный дневник. Pechersky Gallery, Москва
- Keep Smile. Посольство Германии, Москва

2011
- Home Cosmic Lab. Matthew Bown Gallery, Берлин
- Feathered Diary. Apeldoorn, Нидерланды

2010
- Алексей Кострома. Путь к знаку. 1988—2010. Galerie Sandmann, Берлин
- Dolce Vita. ГОГОЛЬФЕСТ, Киностудия Довженко, Киев, Украина
- Feathered Chaos/ Оперенный хаос. Wilde Gallery, Берлин

2009
- Реконструкция росписи Цифровой Башни/ Башни Грифонов. Двор Аптеки Пеля, Санкт-Петербург

2008
- What a Nice Day, Galerie Sandmann, Берлин

2007
- Оперенный карнавал (совместно со Славой Полуниным). Public Art. Санкт-Петербург
- Оперение остановки. V Ширяевская биеннале современного искусства «Дом: Между Европой и Азией», Самара
- Fucking Dreams, Московский международный фестиваль «Мода и стиль в фотографии», Московский музей современного искусства, Москва

2006
- H5N1. Sweet Sleep. Галерея Марата Гельмана, Москва

2002
- The Fractal Geometry of Leaves. Geelvinck Hinlopen Huis Museum, Амстердам, Нидерланды
- Figurative-Numerical Painting. Blom Gallery, Брюссель, Бельгия
- Дым, перо и бабочки. Государственный Русский музей. Музей Людвига в Русском музее, Санкт-Петербург

2001
- Жизнь длиной 2000 метров. Волосяная хроника. Государственный военно-исторический музей артиллерии, инженерных войск и войск связи, Санкт-Петербург

1999
- Органический путь. Спираль пингвинов. Музей Людвига в Государственном Русском музее, Санкт-Петербург
- Весенняя инвентаризация. Экологическая акция сбора собачьих фекалий в Михайловском саду ГРМ, Санкт-Петербург
- Инвентаризация жёлтого дождя. Галерея Navicula Artis, Санкт-Петербург
- Organic Way. A Glance at the Sun. Blom Gallery, Брюссель, Бельгия

1996
- Оперение и Органика. Kunstverein, Galerie Riehe 22, Штутгарт, Германия
- Оперение кошелька. Видеоинсталляция в рамках Первого международного фестиваля экспериментального искусства и перформанса, ЦВЗ «Манеж», Санкт-Петербург

1995
- Первый спутник Земли и домашняя космическая лаборатория Алексея Костромы. Государственный музей истории города, Санкт-Петербург
- Алексей Кострома «103 пронумерованных птички», роспись стены Алексеевского равелина 4×84 м (Street Art), Петропавловская крепость, Санкт-Петербург

1994
- Перьевая выставка. Государственный музей истории Санкт-Петербурга

1993
- Избранные работы (совместно с Г.Григоряном). К-Galerie, Аахен, Германия

1991
- Персональная выставка. Galerie Alsterdorf, Гамбург, Германия
- Инвентаризация I, II, III. Акции. Киль, Германия

1990
- Избранные работы (совместно с Г.Дюрович). Galerie Kirchnuechel, Киль, Германия

## Групповые выставки
2021
TAKING FLIGHT: Birds & Bicycles. Momentum Worldwide, Kunstquartier Bethanien, Berlin
2020
Художники и коллекционеры – Русскому музею. Дары. 1898–2019. Избранное. Государственный Русский музей, Санкт-Петербург
2019
Postcard Reloaded. Kunstraum Potsdam, Германия
Long Live Rembrandt. Rijksmuseum, Amsterdam
Das Tier in der Kunst. Wurlitzer Art Quartier, Berlin
2018
Verzamelingen van Vrienden. CODA Museum, Apeldoorn, Netherlands
2017
СТРУКТУРЫ. Государственный Русский музей, Санкт-Петербург
Hybrids and Monsters in Contemporary Art. Ca’Foscari, Venice Biennale, Italy
How to Slice Reality. REITER Gallery and 401contemporary, Berlin
2016
- NUMERICAL ROAD in frame of Seminaria Sogninterra Festival. Maranola, Italy
- Картина после живописи, Академия Художеств, Санкт-Петербург, Москва

2015
- KOSMOS SEVEN, Pörnbach Contemporary, Германия

2013
- Russische Kunst Na De Perestroijka. CODA Museum, Апелдоорн, Нидерланды
- Navicula Arts 1992—2012. Найдено в Петербурге. Галерея «Культпроект», Москва

2012
- Органическое движение в искусстве XX—XXI века. Музей органической культуры, Коломна

2011
- Expression Beyond. Rizzordi Art Foundation, Санкт-Петербург
- Proches. Docks en Seine, Париж
- Нужное искусство. Специальный проект ЦСК «Гараж», 4-я Московская биеннале современного искусства, Парк Горького, Москва
- Премия Кандинского. Центральный Дом Художника, Москва
- Фантомные монументы. Центр современной культуры «Гараж», Москва

2010
- BRIC. Saatchi Gallery, Лондон
- Санаторий искусств. Государственная Третьяковская Галерея, Москва

2009
- Новая Старая Холодная война. 3-я Московская Биеннале современного искусства, Красный Октябрь, Москва
- Не игрушки!?. 3-я Московская Биеннале современного искусства, Государственная Третьяковская Галерея, Москва

2008
- Russian Dreams… The Bass Museum of Art, Miami Beach, США

2007
- Приключение Чёрного Квадрата. Государственный Русский музей, Санкт-Петербург

2006
- BERLIN:TENDENZEN. La Capella, Барселона

2005
- Коллаж в XX веке. Государственный Русский музей, Санкт-Петербург
- Der Freie Wille. Arena Berlin. M.A.I.S.VI, Берлин, Германия

2004
- White Wood. Schloss and Gut Liebenberg, Германия
- Na kurort! Russische Kunst heute, Staatliche Kunsthalle Baden-Baden, Германия

2003
- Neutral Zone Flowers. Gallery in Parliament, Берлин
- Ko: ma — a Diary of a Life, Alexanderplatz-Bunker, Берлин

2002
- Directions. Inside — Outside. Государственный Русский музей, Санкт-Петербург; Espoo Art Museum, Galleria Otso, Espoo, Финляндия
- Feathering Aggression, Liverpool Biennial, Basement IX, Ливерпуль, Великобритания
- Crystallization. Birth of a Snowflake, Rauma Biennale Balticum, Lonnstrom Art Museum, Rauma, Финляндия

1999
- Organica: The Non-Objective World of Nature in the Russian Avant-Garde of the 20th Century, Galerie Gmurzynska, Кельн, Германия

1996
- Metaphern des Entruecktseins: Aktuelle Kunst aus Sankt Petersburg, Badischer Kunstverein, Карлсруэ, Германия

1994
- Третья Мировая война (инсталляция «Оперение пушки»). Государственный русский музей, Санкт-Петербург

1993
- Гардероб. ЦВЗ «Манеж», Санкт-Петербург

1992
- Группа ТУТ-И-ТАМ. Огород Малевича. Российский Этнографический музей, Санкт-Петербург
- Новый Петербург. Kunstverein, Бонн, Германия
- Чёрное и белое. Государственный музей истории города Санкт-Петербурга, Санкт-Петербург
- Цвет и форма. Galerie Brigitte von Schroeder, Бремен, Германия
- Рентген Чёрного квадрата. Малевич-Центр, Москва

1990
- Фестиваль Ленинградских галерей. ЦВЗ «Манеж», Ленинград

1989
- Работы студентов Института им. И. Е. Репина, Гамбург, Германия
- Работы выпускников Института им. И. Е. Репина, Орхус, Дания

1988
- Молодость страны. ЦВЗ «Манеж», Москва
- Студенты Академии Художеств СССР. Нью-Йорк, США

1987
- Молодость страны. ЦВЗ «Манеж», Москва

1986
- Молодые художники Ленинграда. ЦВЗ «Манеж», Ленинград

## Стипендии и премии
1998—1999 — Фонд Сороса
2001 — Фонд Форда
2011 — Номинация «Проект года» Премии Кандинского за инсталляцию «UNO»

## Аукционы
2007, 2008, 2009, 2016 — Sotheby’s, Лондон
2010 — Phillips de Pury, Лондон, Москва
2011 — Fischer Auktionen, Швейцария
2011 — Phillips de Pury, Берлин

## Публикации
- SCULPTURE. July/August 2000, Vol.19 No.6, Washington, USA
- Кострома А. Каков метод Вашего искусства? // Художественный журнал, № 48/49, март 2003. С.28
- Вертин Л. Калуга — Кострома: взгляд на солнце // НоМИ, 18.01.2001. С.18-20.
- Ершов Г. Алексей Кострома: художник-миф, художник-фирма // НоМИ, 5(10), 1999. С.32

## Интервью
- Alexei Kostroma: Organic ideology and light
- ''It´s all about time and numbers''
- Федоровская М. Алексей Кострома: «Живопись под цвет дивана или carpet-painting — это не ко мне» // Interviewrussia, 16.03.2012

## Интересные факты
Накануне свадьбы и открытия отреставрированной «Цифровой башни» (или Башня грифонов) в Санкт-Петербурге, в мае 2009 года, бывшая жена и коллега Алексея Костромы ворвалась в мастерскую, совершила несколько выстрелов из травматического оружия и нанесла художнику ножевые ранения. Кострома был доставлен в Военно-Медицинскую Академию. На восстановление здоровья и активной работоспособности художника потребовалось 2 года.